# 9273 Schloerb
A 9273 Schloerb (ideiglenes jelöléssel 1979 QW3) a Naprendszer kisbolygóövében található aszteroida. Claes-Ingvar Lagerkvist fedezte fel 1979. augusztus 22-én.